# شهرکتی
شهرکتی، روستایی است از توابع بخش دابودشت شهرستان آمل در استان مازندران ایران. روستاهای اسکی محله و سلطان آباد در نزدیکی این روستا قرار دارند.

## جمعیت
این روستا در دهستان دابوی جنوبی قرار دارد و براساس سرشماری مرکز آمار ایران در سال ۱۳۸۵، جمعیت آن ۹۳ نفر (۲۴خانوار) بوده‌است.